# Nebbe Slot
|  | Nebbe Slot har også været brugt om herregården Nebbegård ved Rands Fjord i sydøstjylland |
Nebbe Slot er navnet på et voldsted der ligger på tangen, mellem Store Kattinge Sø og Kattinge Vig i sydenden af Roskilde Fjord. Det ligger i Herslev Sogn ved grænsen mellem Lejre og Roskilde Kommune ved Kattinge Værk. Stedet nævnes første gang 1315 hvor det tilhørte familierne Litle og Galen der var en del af Hvideslægten. Der var anlagt en borg der blev kaldt Nebbe Slot, der var opdelt i tre afsnit på hver sin lille banke, der stadig ses i landskabet. Tangen som slottet lå på blev anlagt samtidig, for at lede vandet til vandmølle der
lå hvor Sankt Hans Hospital ligger nu; Tidligere var Store Kattinge Sø en del af Roskilde Fjord 
I 1364 blev borgen pantsat til kongens høvedsmand på Kalundborg Slot, Johannes Æuær, og og da pantet ikke blev indløst, blev Nebbe krongods under kong Valdemar Atterdag.
I 1375 overdrog Margrete 1. det til roskildebispen Niels Jacobsen Ulfeldt som tak for hans støtte for hendes søn Oluf 2.s valg til konge. Bispen lod imidlertid borgen forfalde, og stenene blev efterhånden anvendt som byggematerialer i andre sammenhænge, blandt andet til opførelsen af Kattinge Værk i 1754.

## Eksterne kilder og henvisninger
1. ↑  "roskilde-fjord.dk". Arkiveret fra originalen 22. juni 2007. Hentet 6. januar 2010.

- Søren Olsen:Oplev Sjælland En natur og kulturguide,, Forlaget Hovedland 2008, ISBN 978-87-7070-021-4
- Beskrivelse på (Webside ikke længere tilgængelig) Fund og Fortidsminder
- lejre.dk Arkiveret 4. marts 2016 hos  Wayback Machine
- roskildehistorie.dk

|  | Denne artikel om en bygning eller et bygningsværk kan blive bedre, hvis der indsættes et (bedre) billede. Du kan hjælpe ved at afsøge Wikimedia Commons for et passende billede eller lægge et op på Wikimedia Commons med en af de tilladte licenser og indsætte det i artiklen. |

55°39′53″N 12°0′37″Ø / 55.66472°N 12.01028°Ø